# Арканзас (река)
Арка́нзас (англ. Arkansas River) — река, один из крупнейших правых притоков реки Миссисипи. Арканзас течёт по Великим равнинам на восток и юго-восток, пересекая штаты Колорадо, Канзас, Оклахома и Арканзас.

## Этимология
Гидроним от индейского Акензеа (первоначальное значение утрачено), изменился под влиянием топонима Канзас. По мнению В. А. Никонова, французская экспедиция назвала эту реку Базир по имени квебекского богача, но это название не привилось. Английское название — «Белая река» (англ. White river).

## Общие характеристики
Длина — 2364 километра (шестая в США, второй по длине приток Миссисипи после Миссури). Берёт начало в Скалистых Горах в округе Лейк около Ледвилла, штат Колорадо. Впадает в Миссисипи у городка-призрака Наполеон, описанного Марком Твеном в «Жизнь на Миссисипи». Площадь водосборного бассейна — 505 тысяч км², средний расход воды 240 м³/с. Третий приток Миссисипи после Миссури и Огайо.
Первые примерно 200 км в Скалистых горах река носит явно выраженный горный характер. В нескольких местах реки весной и летом возможен рафтинг. Этот участок заканчивается Королевским ущельем (англ. Royal Gorge), каньоном длиной 15 километров, шириной в самом узком месте 15 метров и глубиной около 400 метров. За ущельем река Арканзас выходит на равнину и становится значительно шире, а чуть западнее города Пуэбло (англ. Pueblo), штат Колорадо, выходит на Великие равнины. Ниже она представляет собой типичную равнинную реку, с низкими берегами, которые весной затопляют наводнения. Два крупнейших притока — Симаррон (англ. Cimarron River) и Солт-Форк-Арканзас (англ. Salt Fork Arkansas River), другие притоки — Вердигрис, Канейдиан-Ривер, Неошо, Литл-Арканзас, Пото, Ниннеска и Уолнат. Ниже Талсы, штат Оклахома, река доступна и для больших судов.

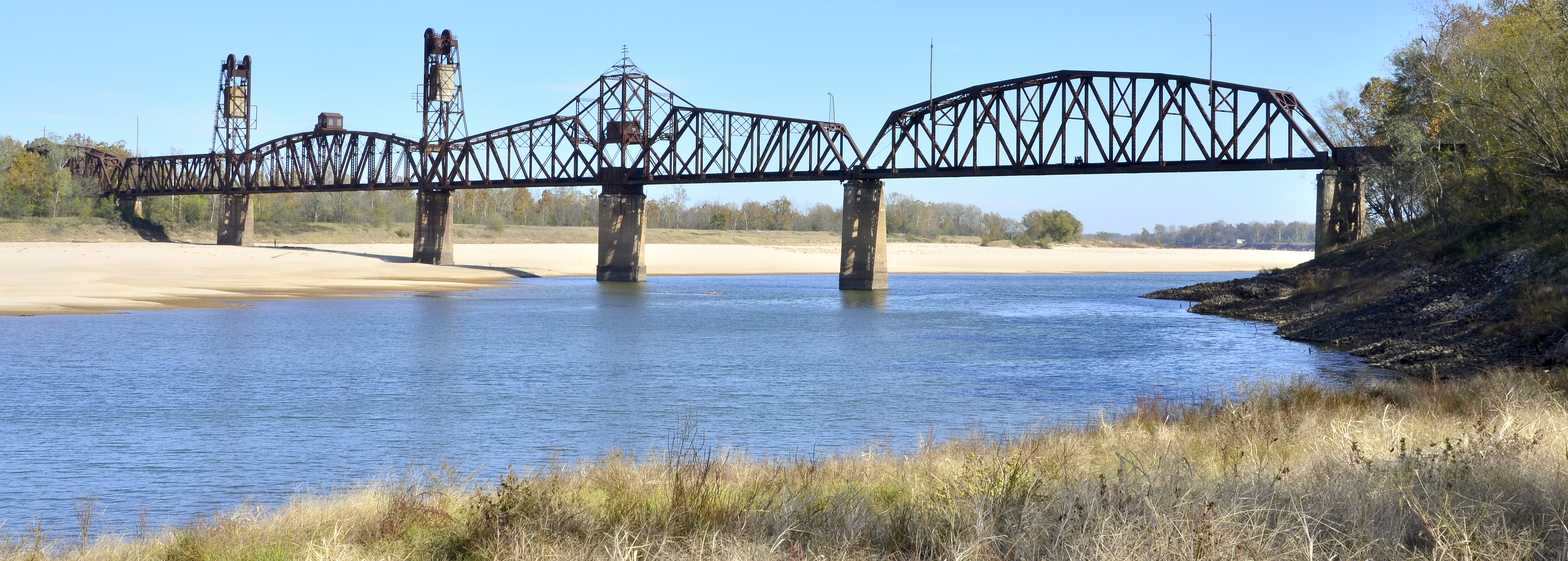